# Дмитриј Мануиљски
Дмитриј Захарович Мануиљски (укр. Дмитро Захарович Мануїльський; Свјатец, 3. октобар 1883 — Кијев, 22. фебруар 1959) био је украјински и совјетски револуционар и комунист, први секретар КП Украјине.

## Биографија
Рођен је 3. октобра 1883. године у селу Свјатец, Волинска губернија. Од 1903. године је студирао на Петербуршком универзитету, када је постао и члан Руске социјалдемократске радничке партије. Руска жандармерија га је ухапсила 1906. и затворила. Убрзо је побегао из кијевског затвора и од 1910. до 1912. живео у емиграцији у Француској. Завршио је право на универзитету Сорбони 1911. године. Током 1912. и 1913. неко је време боравио на илегалном раду у Санкт Петербургу и Москви, а затим се поновно вратио у Француску.
У Русију је поновно дошао 1917. и у октобру постао члан Петроградског револуционарног комитета. Од 1919. је вршио више функција у Украјинској ССР и био секретар КП Украјине од 1920. до 1922. године. Од 1922. до 1943. је радио у Коминтерни, а 1923. је постао члан Централног комитета СКП(б).
Од 1946. до 1953. Мануиљски је радио као заменик председника Већа министара Украјинске ССР. Био је члан совјетске комисије која је учествовала у оснивању Организације уједињених народа у Сан Франсиску 1945, а 1946. на Париској мировној конференцији.
Био је делегат од Десетог до Деветнаестог конгреса КПСС.
Отишао је у пензију 1953. године. Умро је у Кијеву 1959. године.
Аутор је многих радова о стратешким питањима, те о радничком и комунистичком покрету. Био је члан Академије наука Совјетског Савеза од фебруара 1945. године.
Носилац је три Ордена Лењина и Ордена црвене звезде.